# 高雄巨蛋商圈

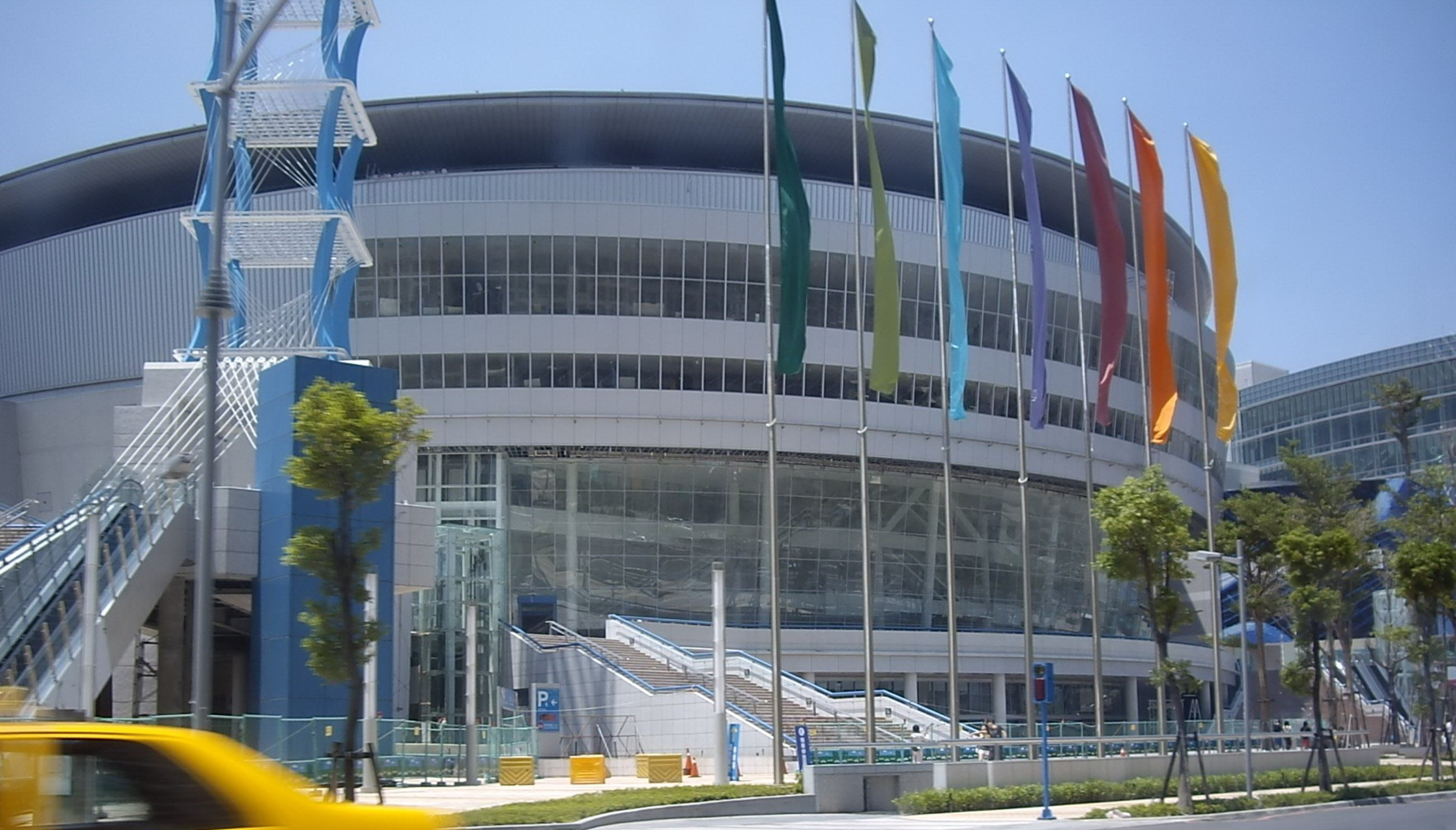
高雄巨蛋

巨蛋商圈是位於中華民國高雄市博愛路一帶，以高雄巨蛋為中心的商圈，和三多商圈、夢時代商圈、五福商圈並列高雄四大商圈。在捷運紅線完成加上之後的漢神巨蛋開幕，逐漸以捷運巨蛋站所在的博愛、裕誠路口產生新的商圈，範圍大致北起崇德路，南至明誠路，西至華榮路，東至自由路。巨蛋商圈目前已成為高雄北部的最大商圈，漢神巨蛋更已是全高雄最高營業額的百貨公司、購物中心。